# ابن حجة الحموي
تقي الدين بن حجة الحموي (767 هـ -837 هـ / 1366م- 1433م). هو تقي الدين أبو بكر بن علي بن عبد الله بن حجة الحموي من أهل حماة، في سوريا. إمام أهل الأدب في عصره. شاعر جيد الإنشاء. زار مدينه القاهرة، والتقى بعلمائها، وملوكها. حسن الأخلاق والمروءة، فيه شيء من الزهو والإعجاب. اتخذ عمل الحرير، وعقد الأزهار صناعة له في صباه فعرف (بالأزراري)، ثم اتخذ الأدب صناعة له فبرع في فنونه. وكان يظهر سرقات الشعراء فتعصب عليه شعراء من مصر وصاروا يهجونه. توفي تقي الدين الحموي في حماة عن 70 عاماً.

## من مؤلفاته
- خزانة الأدب وغاية الأرب.
- بلوغ الأمل في فن الزجل.
- ثمرات الاوراق.
- كشف اللثام عن التورية والاستخدام.
- شرح لامية العجم.
- بلوغ المرام من سيرة ابن هشام.
- بلوغ المراد من الحيوان والنبات والجماد.
- تأهيل الغريب.
- الكلب الأمين

## حذاء الطنبوري
قد تكون قصته التي أسماها حذاء الطنبوري أشهر ما ألّف، وهي قصة هزلية تتحدث عن شخص يحاول أكثر من مرة التخلص من حذاءه القديم دون جدوى. ونجد في القرن العشرين أن الفنان السوري نهاد قلعي ألف قصصاً مصورةً للأطفال في مجلة «سامر» من بينها قصة مشابهة لقصة "حذاء الطنبوري"، وربما كانت مستوحاة منها.